# Jakob Seisenegger
| De portretten van Karel V door Seisenegger en Titiaan |
| Karel V door Seisenegger en Titiaan                   |

Jakob Seisenegger (Oostenrijk, 1505–Linz, 1567) was een Oostenrijks kunstschilder.
Hij verwierf bekendheid als hofschilder van keizer Ferdinand I van het Heilige Roomse Rijk. In 1531 werd hij benoemd en in 1532 schilderde hij het bekende werk waarop keizer Karel V, de broer van keizer Ferdinand I, afgebeeld is met zijn hond. Het behoort tot de collectie van het Kunsthistorisches Museum Wien. De overige vier portretten die hij ten voeten uit maakte van keizer Karel V zijn niet bewaard gebleven.
Na vele jaren van omzwervingen door Zuid-Europa had Seisenegger in 1549 voor het eerst een vaste verblijfplaats in Wenen. In 1558 werd hij in de adelstand verheven. Vanaf 1561 woonde hij in Linz, waar hij in 1567 stierf.

## Portret van Karel V door Seisenegger en Titiaan
Seiseneggers schilderij met de hond was voor Titiaan het voorbeeld om in 1533 zijn eerste portret ten voeten uit van de keizer te maken. Deze quasi-kopie behoort tot de collectie van het Museo del Prado in Madrid. Titiaan kopieerde het schilderij van Seisenegger niet klakkeloos. Door een andere lichtval ziet de keizer er bij Titiaan slanker en daardoor majesteitelijker uit. De hangende oogleden en de kromme neus zijn door Titiaan aangepast. Ook is de kullezak minder prominent.
Qua compositie is het werk van Titiaan nagenoeg een uitsnede van Seiseneggers voorbeeld, bij hem is de keizer haast beeldvullend. De horizon is echter lager, waardoor de toeschouwer meer opkijkt naar de keizer. Van de hond is alleen de voorhand te zien en door de wazige achtergrond komt de keizer meer los van zijn omgeving. De stofuitdrukking van de weelderige kleding is bij Titiaan uitgesproken en gedetailleerd.
- Gemeinsame Normdatei: 118612921
- International Standard Name Identifier: 0000 0000 6677 9783
- Library of Congress Control Number: nr91024195
- Nationale Bibliotheek van Tsjechië: jo2016902303
- Nationale Bibliotheek van Israël: 987011265112305171
- Nederlandse Thesaurus van Auteursnamen: 212679589
- RKD-Nederlands Instituut voor Kunstgeschiedenis: 71849
- Système universitaire de documentation: 074426087
- Union List of Artist Names: 500004492
- Virtual International Authority File: 59877224
- WorldCat: E39PBJjMD8CwJ7B3Xhm3wCpByd